# Tibério Cláudio Sacerdos Juliano
Tibério Cláudio Sacerdos Juliano (em latim: Tiberius Claudius Sacerdos Iulianus) foi um senador romano da gente Cláudia nomeado cônsul sufecto para o nundínio de novembro e dezembro de 100 com Lúcio Róscio Eliano Mécio Céler. Juliano era originário da Grécia ou da Ásia Menor. 

## Carreira
Durante o reinado de Domiciano (r. 81-96), serviu como procurador na Trácia. Em 101, depois do consulado, foi admitido entre os irmãos arvais e no Colégio de Pontífices.